# Manuchar Tskhadaia
Manuchar Tskhadaia (in georgiano მანუჩარ ცხადაია?; 19 marzo 1985) è un lottatore georgiano, specializzato nella lotta greco-romana.

## Palmarès
- Giochi olimpici

Londra 2012: bronzo nei 66 kg.
- Mondiali

Herning 2009: argento nei 66 kg.
Istanbul 2011: argento nei 66 kg.
- Europei

Vilnius 2009: bronzo nei 66 kg.
Belgrado 2012: argento nei 74 kg.